# Rafael Reis
Rafael Ferreira Reis (Setúbal, 15 juli 1992) is een Portugees wielrenner die anno 2024 rijdt voor Sabgal/Anicolor.
In 2014 werd hij  op het wereldkampioenschap wielrennen in Ponferrada vierde in de tijdrit bij de beloften.

## Overwinningen
2009
 Portugees kampioen tijdrijden, Junioren
2010
3e etappe Vredeskoers, Junioren
 Portugees kampioen tijdrijden, Junioren
 Portugees kampioen op de weg, Junioren
 Tijdrit op de Olympische Jeugdzomerspelen
2013
 Portugees kampioen tijdrijden, Beloften
2014
 Portugees kampioen tijdrijden, Beloften
2016
Proloog Trofeo Joaquim Agostinho
Proloog Ronde van Portugal
2018
1e etappe Trofeo Joaquim Agostinho
Proloog Ronde van Portugal
2021
Proloog, 1e, 7e en 10e (ITT) etappe Ronde van Portugal
2022
 Portugees kampioen tijdrijden, Elite
 Tijdrit op de Middellandse Zeespelen
Proloog Ronde van Portugal
2023
Proloog Trofeo Joaquim Agostinho
Proloog Ronde van Portugal
2024
Proloog Trofeo Joaquim Agostinho
Proloog Ronde van Portugal
2025
Proloog Trofeo Joaquim Agostinho
Proloog en 10e (ITT) etappe Ronde van Portugal

## Resultaten in voornaamste wedstrijden
| Jaar | Ronde van Italië | Ronde van Frankrijk | Ronde van Spanje |
| ---- | ---------------- | ------------------- | ---------------- |
| 2017 |                  |                     | 132e             |
| 2021 |                  |                     |                  |

| Jaar | Clásica San Sebastián |  | WK op de weg |
| ---- | --------------------- |  | ------------ |
| 2017 | opgave                |  |              |
| 2021 |                       |  | opgave       |

## Ploegen
- 2013 –  Ceramica Flaminia-Fondriest
- 2014 –  Banco BIC-Carmim
- 2015 –  Team Tavira
- 2016 –  W52-FC Porto-Porto Canal
- 2017 –  Caja Rural-Seguros RGA
- 2018 –  Caja Rural-Seguros RGA
- 2019 –  W52-FC Porto
- 2020 –  Feirense
- 2021 –  Efapel
- 2022 –  Glassdrive Q8 Anicolor
- 2023 –  Glassdrive Q8 Anicolor
- 2024 –  Sabgal/Anicolor
- 2025 –  Sabgal / Anicolor

Alarcón · Caldeira · Carvalho · Freitas · Mestre · Perez · Reis · Rodrigues · Sánchez · Silva · Veloso · Vinhas
Aranburu · Arroyo · Benito · Butler · Celano · Ferrari · Irisarri · Lastra · Mas · Molina · Oien · Page · Pardilla · Prades · Reis · Rosón · Rubio · Sáez · Schultz · Trofimov · Zabala · Pelegrí (stagiair) · Serrano (stagiair) · Sola (stagiair)
Amezqueta · Aranburu · Benito · Celano · Cuadros · Ferrari · Irisarri · Lastra · Mas · Molina · Moreira · Oien · Pardilla · Reis · Rodríguez · Schultz · Serrano · Silva · Soto · Yssaad · Zabala
Alarcón · Caldeira · Campos · Carvalho · Ferreira · Fonte · Magalhães · D. Mestre · R. Mestre · Pinto · Reis · Rodrigues · Sánchez · Silva · Veloso · Vinhas